# 1. florbalová liga mužů 2010/2011
1. florbalová liga mužů 2010/2011 byla druhou nejvyšší mužskou florbalovou soutěží v Česku v sezóně 2010/2011.
Základní část soutěže hrálo 12 týmů systémem dvakrát každý s každým. Do play-off postoupilo prvních osm týmů. Play-down hrály poslední čtyři týmy.
Vítězem ročníku se stal tým Torpedo Havířov po porážce týmu Panthers Otrokovice ve finále. Havířov se tak po sestupu z baráže v předchozí sezóně vrátil do Extraligy, kde nahradil sestupující tým FBC Kladno. Poražený finalista, tým Panthers Otrokovice, vyhrál v extraligové baráži proti týmu AC Sparta Praha Florbal a postoupil také. Otrokovice přitom postoupily do 1. ligy teprve v minulé sezóně.
1. liga měla v této sezóně mimo Havířova a Otrokovic ještě další tři nové účastníky. Po prohře v extraligovém play-down v předchozím ročníku sestoupil do 1. ligy tým TJ Znojmo. Z play-up 2. ligy v minulé sezóně mimo Otrokovic postoupily týmy 1. FBK Campus Jablonec n/N a FBC Štíři Č. Budějovice. Oba týmy v play-down této sezóny neuspěly a sestoupily zpět do 2. ligy. Jako třetí sestoupil po čtyřech sezónách v 1. lize tým Spartak Pelhřimov.
Sestupující týmy byly následující sezóně nahrazeny týmy SC Hattrick Brno FbŠ, FTS Florbal Náchod a FBC Start98, které postoupily z play-up 2. ligy. Dodatečně postoupil tým FBC Plzeň, jako náhrada za tým SFK Kozel Počenice, který se po dvou sezónách v 1. lize do další sezóny nepřihlásil. Pro všechny čtyři týmy to byla první účast v 1. lize.

## Základní část
| Poř. | Tým                            | Z  | V  | VP | PP | P  | VG  | OG  | B  |
| ---- | ------------------------------ | -- | -- | -- | -- | -- | --- | --- | -- |
| 1.   | Torpedo Havířov                | 22 | 14 | 3  | 2  | 3  | 139 | 75  | 50 |
| 2.   | Paskov Saurians                | 22 | 15 | 0  | 0  | 7  | 165 | 96  | 45 |
| 3.   | Panthers Otrokovice            | 22 | 13 | 2  | 2  | 5  | 150 | 111 | 45 |
| 4.   | Sokol Erupting Dragons H. Brod | 22 | 12 | 0  | 2  | 8  | 125 | 123 | 38 |
| 5.   | SK Bivoj Litvínov              | 22 | 11 | 2  | 1  | 8  | 139 | 137 | 38 |
| 6.   | SFK Kozel Počenice             | 22 | 11 | 2  | 1  | 8  | 137 | 133 | 38 |
| 7.   | Hippos Žďár n/S.               | 22 | 12 | 1  | 0  | 9  | 133 | 110 | 37 |
| 8.   | TJ VHS Znojmo                  | 22 | 8  | 3  | 4  | 7  | 115 | 128 | 34 |
| 9.   | TJ Sokol Královské Vinohrady   | 22 | 6  | 2  | 1  | 13 | 109 | 121 | 23 |
| 10.  | Spartak Pelhřimov              | 22 | 6  | 1  | 2  | 13 | 123 | 161 | 22 |
| 11.  | FBC Štíři Č. Budějovice        | 22 | 3  | 3  | 3  | 13 | 114 | 169 | 18 |
| 12.  | 1. FBK Campus Jablonec n/N     | 22 | 2  | 1  | 0  | 19 | 92  | 177 | 8  |

## Play off
První tři týmy si postupně zvolily soupeře pro čtvrtfinále z druhé čtveřice. Jednotlivá kola play-off se hrála na tři vítězné zápasy. Čtvrtfinále se hrálo od 26. února do 10. března, semifinále od 12. do 20. března a finále od 26. března do 4. dubna 2011. O 3. místo se nehrálo – získal ho poražený semifinalista, který měl po základní části lepší umístění.

### Pavouk
|  | Čtvrtfinále (na zápasy)        | Čtvrtfinále (na zápasy) |                 |   | Semifinále (na zápasy) | Semifinále (na zápasy) |  |  | Finále (na zápasy) | Finále (na zápasy) |
|  |                                |                         |                 |   |                        |                        |  |  |                    |                    |
|  |                                |                         |                 |   |                        |                        |  |  |                    |                    |
|  | Torpedo Havířov                | 3                       |                 |   |                        |                        |  |  |                    |                    |
|  | Torpedo Havířov                | 3                       |                 |   |                        |                        |  |  |                    |                    |
|  | SFK Kozel Počenice             | 1                       |                 |   |                        |                        |  |  |                    |                    |
|  | SFK Kozel Počenice             | 1                       | Torpedo Havířov | 3 |                        |                        |  |  |                    |                    |
|  |                                |                         | Torpedo Havířov | 3 |                        |                        |  |  |                    |                    |
|  |                                | SK Bivoj Litvínov       | 1               |   |                        |                        |  |  |                    |                    |
|  | Paskov Saurians                | SK Bivoj Litvínov       | 1               | 3 |                        |                        |  |  |                    |                    |
|  | Paskov Saurians                |                         |                 | 3 |                        |                        |  |  |                    |                    |
|  | TJ VHS Znojmo                  | 1                       |                 |   |                        |                        |  |  |                    |                    |
|  | TJ VHS Znojmo                  | 1                       | Torpedo Havířov | 3 |                        |                        |  |  |                    |                    |
|  |                                |                         | Torpedo Havířov | 3 |                        |                        |  |  |                    |                    |
|  |                                | Panthers Otrokovice     | 0               |   |                        |                        |  |  |                    |                    |
|  | Panthers Otrokovice            | Panthers Otrokovice     | 0               | 3 |                        |                        |  |  |                    |                    |
|  | Panthers Otrokovice            |                         |                 | 3 |                        |                        |  |  |                    |                    |
|  | Hippos Žďár n/S.               | 0                       |                 |   |                        |                        |  |  |                    |                    |
|  | Hippos Žďár n/S.               | 0                       | Paskov Saurians | 0 |                        |                        |  |  |                    |                    |
|  |                                |                         | Paskov Saurians | 0 |                        |                        |  |  |                    |                    |
|  |                                | Panthers Otrokovice     | 3               |   |                        |                        |  |  |                    |                    |
|  | Sokol Erupting Dragons H. Brod | Panthers Otrokovice     | 3               | 2 |                        |                        |  |  |                    |                    |
|  | Sokol Erupting Dragons H. Brod |                         |                 | 2 |                        |                        |  |  |                    |                    |
|  | SK Bivoj Litvínov              | 3                       |                 |   |                        |                        |  |  |                    |                    |
|  | SK Bivoj Litvínov              | 3                       |                 |   |                        |                        |  |  |                    |                    |

### Čtvrtfinále
Torpedo Havířov – SFK Kozel Počenice 3 : 0 na zápasy
- 26. 2. 20:00, Havířov – Počenice 18 : 2
- 27. 2. 15:00, Havířov – Počenice 12 : 2
- 05. 3. 19:30, Počenice – Havířov 14 : 12

Paskov Saurians – TJ VHS Znojmo 3 : 1 na zápasy
- 26. 2. 18:00, Paskov – Znojmo 3 : 2 SO
- 27. 2. 15:00, Paskov – Znojmo 7 : 5
- 05. 3. 20:00, Znojmo – Paskov 9 : 4
- 06. 3. 14:00, Znojmo – Paskov 5 : 8

Panthers Otrokovice – Hippos Žďár n/S. 3 : 0 na zápasy
- 26. 2. 20:00, Otrokovice – Žďár n/S. 11 : 3
- 27. 2. 15:00, Otrokovice – Žďár n/S. 15 : 1
- 05. 3. 20:00, Žďár n/S. – Otrokovice 12 : 5

Sokol Erupting Dragons H. Brod – SK Bivoj Litvínov 2 : 3 na zápasy
- 26. 2. 20:00, H. Brod – Litvínov 5 : 9
- 27. 2. 16:00, H. Brod – Litvínov 8 : 5
- 05. 3. 15:00, Litvínov – H. Brod 6 : 4
- 06. 3. 16:00, Litvínov – H. Brod 5 : 6
- 10. 3. 20:00, H. Brod – Litvínov 5 : 9

OT – prodloužení; SO – nájezdy

### Semifinále
Torpedo Havířov – SK Bivoj Litvínov 3 : 1 na zápasy
- 12. 3. 20:00, Havířov – Litvínov 5 : 1
- 13. 3. 15:00, Havířov – Litvínov 7 : 3
- 19. 3. 17:00, Litvínov – Havířov 6 : 4
- 20. 3. 15:00, Litvínov – Havířov 3 : 5

Paskov Saurians – Panthers Otrokovice 0 : 3 na zápasy
- 12. 3. 18:00, Paskov – Otrokovice 4 : 5 OT
- 13. 3. 15:00, Paskov – Otrokovice 4 : 10
- 19. 3. 18:30, Otrokovice – Paskov 7 : 6

### Finále
Torpedo Havířov – Panthers Otrokovice 3 : 0 na zápasy
- 26. 3. 20:00, Havířov – Otrokovice 8 : 1
- 27. 3. 15:00, Havířov – Otrokovice 6 : 5 OT
- 02. 4. 18:00, Otrokovice – Havířov 3 : 7

OT – prodloužení; SO – nájezdy

### Baráž
Poražený finalista, tým Panthers Otrokovice, vyhrál v extraligové baráži proti týmu AC Sparta Praha Florbal a postoupil.

## Play-down
Play-down se hrálo od 5. března do 10. dubna 2011. První kolo play-down hrály 9. s 12. a 10. s 11. týmem po základní části. Jednotlivá kola play-down se hrála na tři vítězné zápasy.
Poražení z prvního kola sestoupili do 2. ligy. Vítězové hráli proti sobě ve druhém kole. Vítěz druhého kola zůstal v 1. lize, poražený sestoupil do 2. ligy.

### Pavouk
|  | 1. kolo (na zápasy)          | 1. kolo (na zápasy)     |                              |   | 2. kolo (na zápasy) | 2. kolo (na zápasy) |
|  |                              |                         |                              |   |                     |                     |
|  |                              |                         |                              |   |                     |                     |
|  | TJ Sokol Královské Vinohrady | 3                       |                              |   |                     |                     |
|  | TJ Sokol Královské Vinohrady | 3                       |                              |   |                     |                     |
|  | 1. FBK Campus Jablonec n/N   | 0                       |                              |   |                     |                     |
|  | 1. FBK Campus Jablonec n/N   | 0                       | TJ Sokol Královské Vinohrady | 3 |                     |                     |
|  |                              |                         | TJ Sokol Královské Vinohrady | 3 |                     |                     |
|  |                              | FBC Štíři Č. Budějovice | 2                            |   |                     |                     |
|  | Spartak Pelhřimov            | FBC Štíři Č. Budějovice | 2                            | 1 |                     |                     |
|  | Spartak Pelhřimov            |                         |                              | 1 |                     |                     |
|  | FBC Štíři Č. Budějovice      | 3                       |                              |   |                     |                     |

### 1. kolo
TJ Sokol Královské Vinohrady – 1. FBK Campus Jablonec n/N 3 : 0 na zápasy
- 15. 3. 18:00, Vinohrady – Jablonec 10 : 4
- 16. 3. 13:00, Vinohrady – Jablonec 14 : 2
- 12. 3. 19:00, Jablonec – Vinohrady 12 : 8

(do 2. ligy sestoupil Jablonec)
Spartak Pelhřimov – FBC Štíři Č. Budějovice 1 : 3 na zápasy
- 15. 3. 19:00, Pelhřimov – Budějovice 4 : 3
- 16. 3. 14:00, Pelhřimov – Budějovice 4 : 5
- 12. 3. 20:30, Budějovice – Pelhřimov 8 : 6
- 13. 3. 15:30, Budějovice – Pelhřimov 6 : 4

(do 2. ligy sestoupil Pelhřimov)

### 2. kolo
TJ Sokol Královské Vinohrady – FBC Štíři Č. Budějovice 3 : 2 na zápasy
- 26. 3. 20:00, Vinohrady – Budějovice 5 : 7
- 27. 3. 17:30, Vinohrady – Budějovice 5 : 4
- 02. 4. 20:00, Budějovice – Vinohrady 4 : 2
- 03. 4. 15:00, Budějovice – Vinohrady 2 : 6
- 10. 4. 17:30, Vinohrady – Budějovice 5 : 4p

(do 2. ligy sestoupily Budějovice)

## Konečné pořadí
| Pořadí           | Tým                            |
| ---------------- | ------------------------------ |
| Zlatá medaile    | Torpedo Havířov                |
| Stříbrná medaile | Panthers Otrokovice            |
| Bronzová medaile | Paskov Saurians                |
| 4.               | SK Bivoj Litvínov              |
| 5.               | Sokol Erupting Dragons H. Brod |
| 6.               | SFK Kozel Počenice             |
| 7.               | Hippos Žďár n/S.               |
| 8.               | TJ VHS Znojmo                  |
| 9.               | TJ Sokol Královské Vinohrady   |
| 10.              | FBC Štíři Č. Budějovice        |
| 11.              | Spartak Pelhřimov              |
| 12.              | 1. FBK Campus Jablonec n/N     |